# Skoki narciarskie 2001: Polski zwycięzca
Skoki narciarskie 2001: Polski zwycięzca (Ski Jump Challenge 2001; RTL Skispringen 2001) – komputerowa gra sportowa o skokach narciarskich wyprodukowana przez niemieckie studio VCC i wydana przez firmę Axel Springer SE, często mylnie zaliczana do polskiej serii z powodu nazwy obranej przez dystrybutora.
W grze można uczestniczyć w zawodach Pucharu Świata i Turnieju Czterech Skoczni. Gracz tworzy własnego zawodnika, określa jego wygląd (kilkanaście gotowych facjatek i modele kombinezonu, kasku itp.) oraz rozdziela punkty umiejętności. Może go potem rozwijać w trybie kariery za pomocą trenerów i kupować lepszy sprzęt narciarski.
Sterowanie opiera się na operowaniu kulką i klikaniu przycisków myszy we właściwym momencie. System kierowania skoczkiem nie zmienił się potem przez całą serię, nie licząc drobnych poprawek. Możliwe jest skakanie na 16 trójwymiarowych skoczniach wraz z 72 komputerowymi zawodnikami (aczkolwiek mimo wsparcia telewizji RTL w grze nie występują prawdziwi gracze, a tylko ich odpowiedniki z przekręconymi nazwiskami). Gra wyróżniła się realizmem lotu skoczka. Także noty są przyznawane według ówczesnych danych FIS.
Nośność dyscypliny złożyła się na sukces gry, zwłaszcza w Polsce po zwycięstwie Adama Małysza w Pucharze Świata w sezonie 2000/2001.